# Menotti (nome)
Menotti  è un nome proprio di persona italiano maschile.

## Varianti
- Maschili: Menotto[1]

## Origine e diffusione

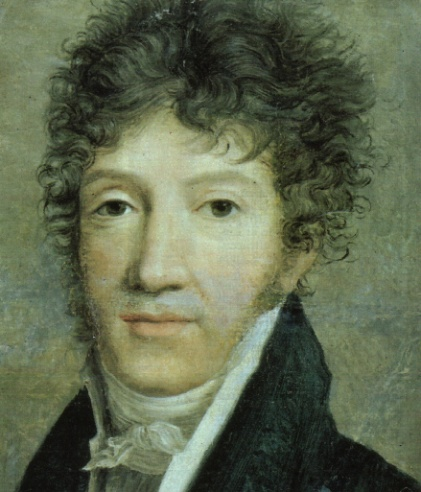
Ciro Menotti

Nome di epoca risorgimentale, riprende il cognome italiano "Menotti", portato dal patriota Ciro Menotti, giustiziato dagli austriaci nel 1831; venne reso celebre da Garibaldi, che lo impose come nome al suo primo figlio, Menotti Garibaldi, in onore del quale viene ulteriormente usato.
Il nome, che negli anni 1950 contava ancora 1.700 persone così chiamate, è accentrato nelle regioni di Emilia-Romagna e Toscana. Etimologicamente, "Menotti" deriva dal nome "Menotto", un ipocoristico di Domenico scarsamente diffuso.

## Onomastico
Trattandosi di un nome adespota, ovvero privo di santo patrono, l'onomastico può essere festeggiato il 1º novembre, in occasione di Ognissanti.

## Persone

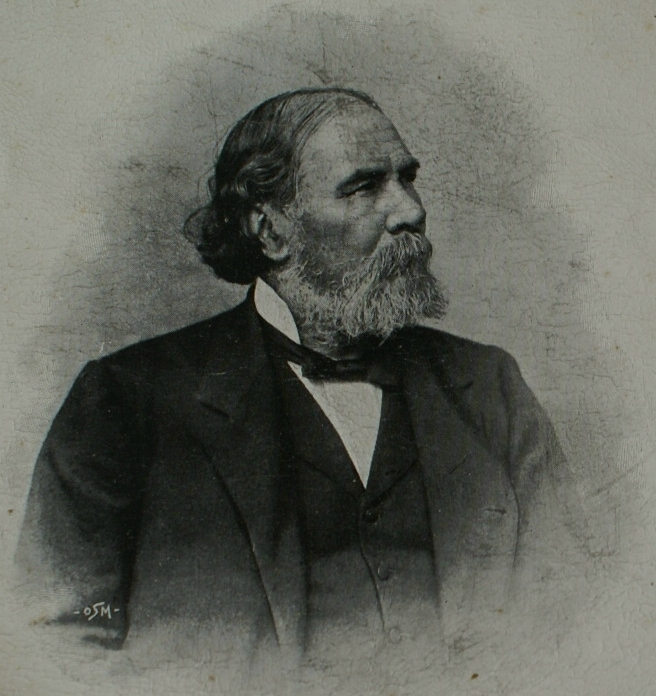
Menotti Garibaldi

- Menotti, fumettista e sceneggiatore italiano
- Menotti Avanzolini, calciatore italiano
- Menotti Bugna, calciatore e allenatore di calcio italiano
- Menotti Del Picchia, poeta, scrittore e pittore brasiliano
- Menotti Galeotti, politico italiano
- Menotti Garibaldi, politico e militare italiano
- Menotti Pertici, pittore italiano